# The white man's burden

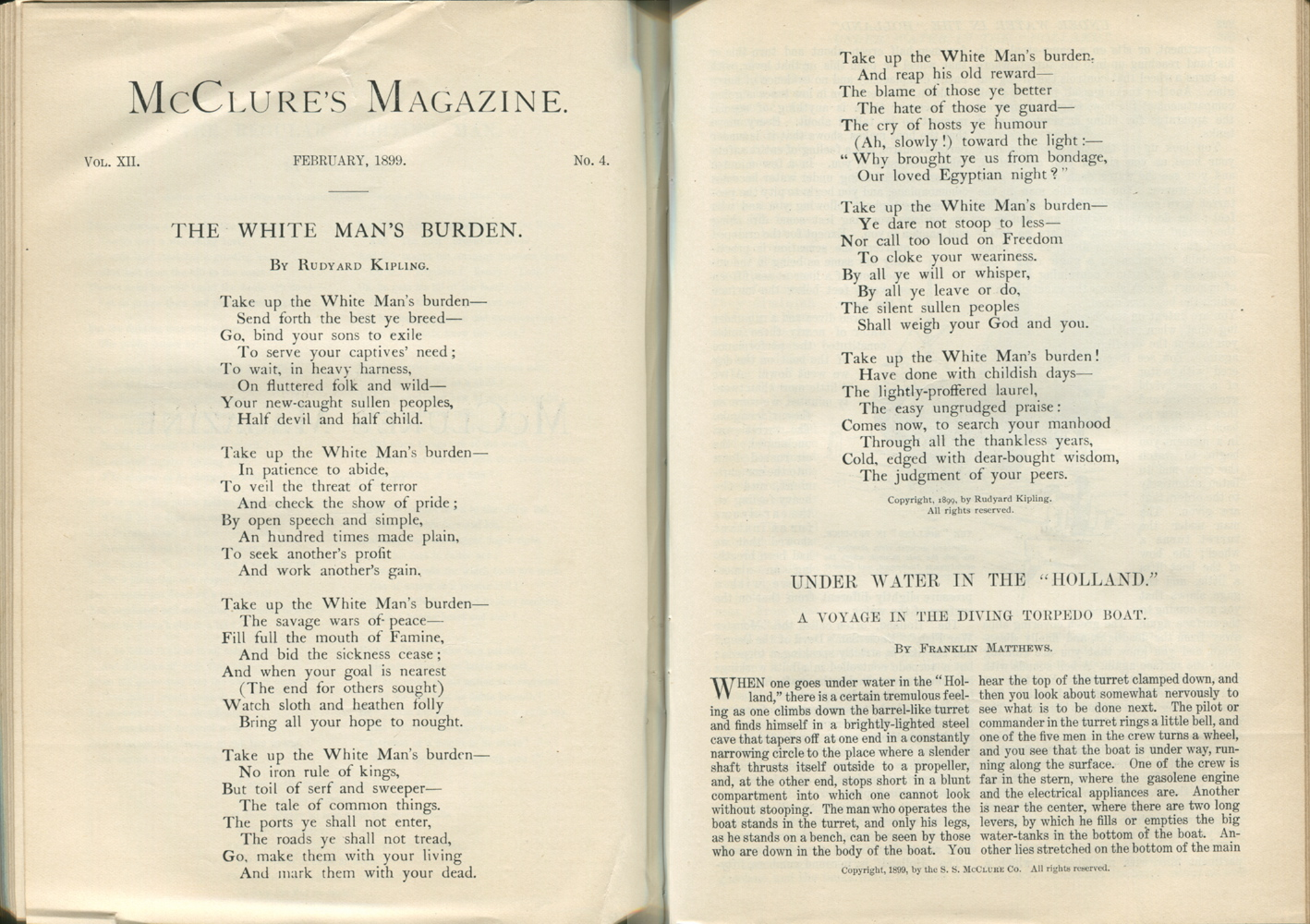
Originele publicatie in 1899

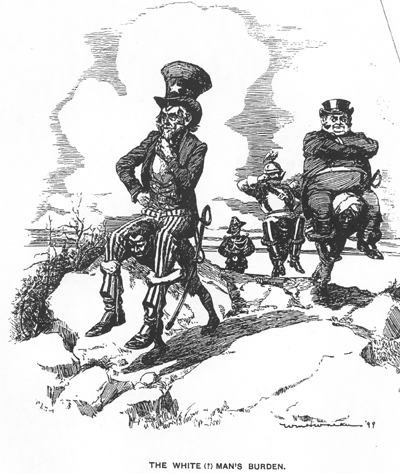
Deze cartoon getiteld "de last van het blanke (?) ras" bekritiseert het gedicht scherp. Inlanders lijden onder de aanwezigheid van Uncle Sam, John Bull en Keizer Wilhelm. Als achterste een personificatie van Frankrijk. Uit Life Magazine, maart 1899.

The White Man's Burden (Nederlands: De last van de blanke) is een gedicht van de Engelse dichter en schrijver Rudyard Kipling over de beschavingsmissie van de blanken. Het werd in 1899 gepubliceerd in McClure's Magazine  en droeg de ondertitel The United States and the Philippine Islands. De Verenigde Staten waren destijds verwikkeld in de Filipijns-Amerikaanse Oorlog.
Het eerste octaaf luidt als volgt:
| Take up the White Man's burden— Send forth the best ye breed— Go bind your sons to exile To serve your captives' need; To wait in heavy harness, On fluttered folk and wild— Your new-caught, sullen peoples, Half-devil and half-child. (Rudyard Kipling) | Neem op de last der blanken— Stuur uit der natie bloem— Je zoons, doem hen tot balling om Gekooiden wèl te doen; Als hoeders, zwaar geharnast, Van schicht'ge wildendrom— Een buitgemaakt, balsturig volkje, Half kind en half demon. (Vertaling Anneke Brassinga)[1] |
Het gedicht was oorspronkelijk bedoeld voor het diamanten regeringsjubileum van koningin Victoria, maar werd ingewisseld voor het gedicht Recessional, ook van Kipling.
Kipling paste de oorspronkelijke tekst van The White Man's Burden aan zodat het de Amerikaanse kolonisering in de Filipijnen weerspiegelde. Het gedicht bestaat uit zeven octaven en kent een regelmatig a-b-c-b-rijmschema.
Hoewel het gedicht een gemengde boodschap over het opkomende imperialisme van de VS bevat, lijkt het op het eerste gezicht een oproep tot het koloniseren van "minder beschaafde" volkeren door de westerse mogendheden. Amerikaanse imperialisten gebruikten het gedicht "white man's burden" als een rechtvaardiging voor het veroveren van nieuwe gebieden. 